# 아데난 사템

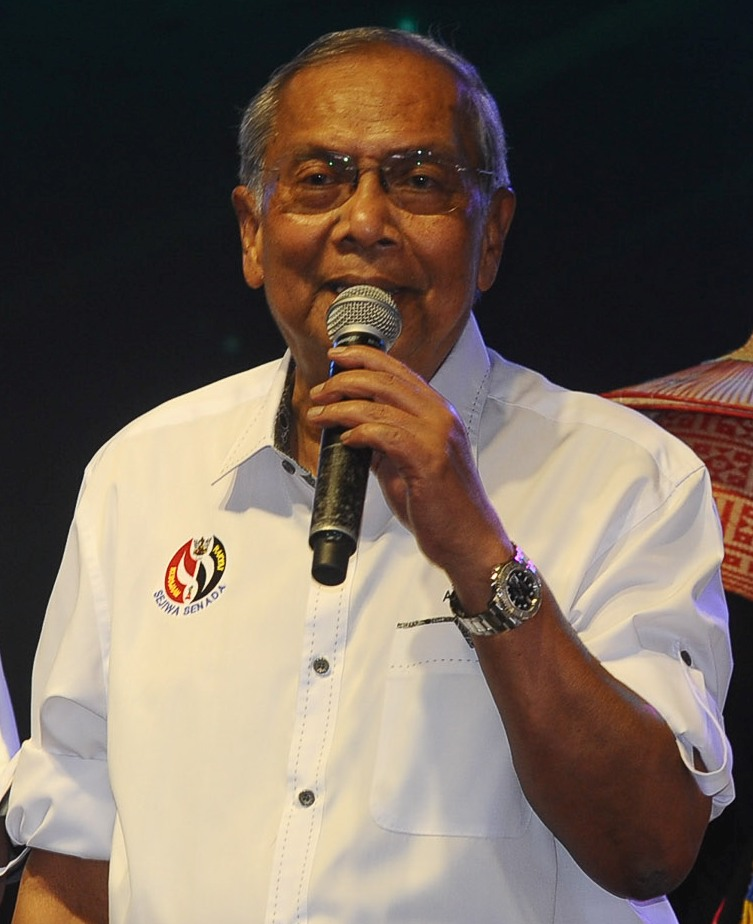

아데난 사템(Adenan Satem, 1944년 1월 27일 ~ 2017년 1월 11일)은 말레이시아의 정치인으로, 사라왁주의 총리를 지낸 인물이다. 2014년 취임한 압둘 타입 마흐무드의 뒤를 이어 총리로 선출되었으며, 사라왁의 자치를 위해 노력했다.

## 사망
2017년 심장마비로 사망했으며, 쿠칭에 안장되었다.